# Бех Олег Володимирович
Бех Олег Володимирович (нар. 3 січня 1976, Саки, Кримська область, УРСР) — український правник, колишній начальник ГУ НПУ в Одеській області. Генерал поліції третього рангу.

## Життєпис
Народився в Саках. 2000 року закінчив Національну академію внутрішніх справ України за спеціальністю «правознавство».
1996 року почав працювати в МВС слідчим. 2001—2010 — працював на оперативних посадах в Головному управлінні по боротьбі з оргзлочинністю МВС України. 2010—2011 — очолював відділ по боротьбі з корупцією в МВС антикорупційного бюро ГУБОЗ МВС.
З 2011 до 2012 року керував УБОЗ УМВС в Івано-Франківській області, з 2012 до 2014 — УБОЗ УМВС в Миколаївській області, а з травня 2014 року по лютий 2015 очолював УБОЗ ГУМВС в Одеській області.
17.03.2015 — 21.06.2016 — начальник Управління МВС України в Полтавській області
21.06.2016 — 10.10.2017 — начальник в ГУ НПУ в Полтавській області
13.12.2017 — 29.04.2019 — начальник в ГУ НПУ в Харківській області
З 24 квітня 2019 — начальник в Головному управлінні Національної поліції в Одеській області.
В грудні 2019 назвав причину розслідування пожежі в одеському коледжі, що сталася 4 грудня і де загинуло 16 людей. 17 грудня він заявив, що причиною пожежі стала несправність електропроводки або побутових електроприладів.
19 серпня 2021 року Бех подав у відставку з посади керівника одеського ГУ НПУ.

## Сім'я
- Бех Орина Олегівна, донька
- Бех Ангеліна Олегівна, донька
- Щербатюк Катерина Станіславівна, дружина